# Viên Cổ Khiết
Viên Cổ Khiết (tiếng Trung giản thể: 袁古洁, bính âm Hán ngữ: Yuán Gǔjié, sinh tháng 5 năm 1968, người Hán) là nữ luật gia, chính trị gia nước Cộng hòa Nhân dân Trung Hoa. Bà là Ủy viên dự khuyết Ủy ban Trung ương Đảng Cộng sản Trung Quốc khóa XX, hiện là Thường vụ Tỉnh ủy, Bí thư Ủy ban Chính Pháp Tỉnh ủy Quảng Đông.
Viên Cổ Khiết là đảng viên Đảng Cộng sản Trung Quốc, học hàm, học vị Giáo sư, Tiến sĩ Luật học. Bà có sự nghiệp với nhiều năm công tác trong lĩnh vực pháp luật, ở cả giáo dục, tư pháp và chính trị Trung Quốc.

## Xuất thân và giáo dục
Viên Cổ Khiết sinh vào tháng 5 năm 1968 tại địa cấp thị Tuân Nghĩa, tỉnh Quý Châu, Cộng hòa Nhân dân Trung Hoa. Bà lớn lên và tốt nghiệp cao trung ở Tuân Nghĩa, đến năm 1984 thì thi cao khảo và đỗ Đại học Trung Sơn, tới Quảng Châu nhập học hệ pháp luật từ tháng 9 cùng năm, tốt nghiệp cử nhân luật học vào tháng 7 năm 1988. Sau đó 2 năm, bà theo học cao học tiếp tục ở Trung Sơn từ tháng 8 năm 1990 đến tháng 7 năm 1993, nhận bằng thạc sĩ luật học, sau đó 1 năm thì bắt đầu là nghiên cứu sinh sau đại học ở Trường Luật của Đại học Bắc Kinh về luật quốc tế từ tháng 8 năm 1994, rồi trở thành Tiến sĩ Luật học vào tháng 7 năm 1997. Viên Cổ Khiết được kết nạp Đảng Cộng sản Trung Quốc vào tháng 10 năm 1992 ở trường Trung Sơn, bà từng tham gia các khóa bồi dưỡng huấn luyện gồm khóa cán bộ cấp sảnh giai đoạn tháng 11–12 năm 2008 của Trường Đảng Tỉnh ủy Quảng Đông, khóa cán bộ thanh niên chương trình nhị ban kỳ 13 từ tháng 3 năm 2014 đến tháng 1 năm 2015 của Trường Đảng Trung ương Đảng Cộng sản Trung Quốc.

## Sự nghiệp

### Các giai đoạn
Tháng 7 năm 1988, sau khi tốt nghiệp Trung Sơn, Viên Cổ Khiết được nhận vào Công ty Xuất nhập khẩu kỹ thuật mới tỉnh Quảng Đông, một xí nghiệp nhà nước làm cố vấn. Bà công tac 2 năm, học cao học 3 năm cho đến tháng 7 năm 1993 thì được chuyển tới Sở sự vụ Luật sư kinh tế đối ngoại Quảng Đông tức một công ty luật, làm luật sư. Bà công tác ở đây 1 năm, lên thủ đô làm nghiên cứu sinh tiến sĩ, từng sang Hàn Quốc làm học giả thỉnh giảng cấp cao ở Đại học Cao Ly từ tháng 5 năm 1996 đến tháng 5 năm 1997. Vào tháng 7 năm này, bà được Đại học Sư phạm Hoa Nam nhận vào làm giảng viên hệ chính trị và pháp luật, chuyển sang Trường Chính Pháp khi viện được nâng cấp từ tháng 6 năm 2000, và là Viện trưởng Viện Luật học của trường từ cuối năm 2004. Ở Sư phạm Hoa Nam, bà được phong học hàm Phó Giáo sư Luật học từ tháng 2 năm 2000, và là Giáo sư, Tiến sĩ sinh đạo sư từ tháng 4 năm 2004.
Tháng 12 năm 2006, Viên Cổ Khiết được điều lên Ủy ban Thường vụ Nhân đại Quảng Đông, bổ nhiệm làm Phó Chủ nhiệm chuyên chức Ủy ban Công tác Pháp chế. Bà giữ vị trí này nguyên một nhiệm kỳ 5 năm cho đến tháng 10 năm 2011 thì được điều về địa cấp thị Dương Giang, chỉ định vào Ủy ban Thường vụ Thị ủy, nhậm chức Bộ trưởng Bộ Tuyên truyền. Bà tiếp tục giữ vị trí này trong 5 năm cho đến 2016, từng được điều tới Giang Tô, về Diêm Thành làm Thành viên Đảng tổ Chính phủ địa cấp thị này giai đoạn ngắn từ tháng 2–5 năm 2013, và rồi về Dương Giang cũng kiêm nhiệm là Thành viên Đảng tổ Chính phủ Dương Giang từ tháng 12 năm 2015 đến tháng 3 năm 2016. Sau đó, bà được điều sang nhánh tư pháp, bổ nhiệm làm Phó Kiểm sát trưởng Viện Kiểm sát Nhân dân tỉnh Quảng Đông, đồng thời là Ủy viên Ủy ban Kiểm sát viên, Thành viên Đảng tổ viện của tỉnh. Bà công tác ở đây 2 năm cho đến tháng 3 năm 2018 thì được điều chuyển làm Bí thư Đảng tổ, Chủ nhiệm Ủy ban Sự vụ Tôn giáo và Dân tộc Quảng Đông, giữ chức nửa năm cho đến tháng 10 thì nhậm chức Phó Bộ trưởng Bộ Thống Chiến Tỉnh ủy Quảng Đông. Vào tháng 4 năm 2019, bà được điều về địa cấp thị Mậu Danh, giữ chức Phó Bí thư Thị ủy, được bầu làm Thị trưởng từ tháng 5 năm này, và rồi là Bí thư Thị ủy, Chủ nhiệm Ủy ban Thường vụ Nhân đại Mậu Danh từ tháng 4 năm 2021.

### Cấp cao
Tháng 5 năm 2022, Viên Cổ Khiết được bầu vào Ủy ban Thường vụ Tỉnh ủy Quảng Đông, thăng cấp phó tỉnh, đến ngày 14 tháng 7 thì được phân công làm Bí thư Ủy ban Chính Pháp Tỉnh ủy. Cuối năm này, bà tham dự Đại hội Đảng Cộng sản Trung Quốc lần thứ XX từ đoàn đại biểu Quảng Đông. Trong quá trình bầu cử tại đại hội, bà được bầu làm Ủy viên dự khuyết Ủy ban Trung ương Đảng Cộng sản Trung Quốc khóa XX.